# Breda notata
Breda notata là một loài nhện trong họ Salticidae.
Loài này thuộc chi Breda. Breda notata được Arthur Merton Chickering miêu tả năm 1946.